# K-19 (submarino)

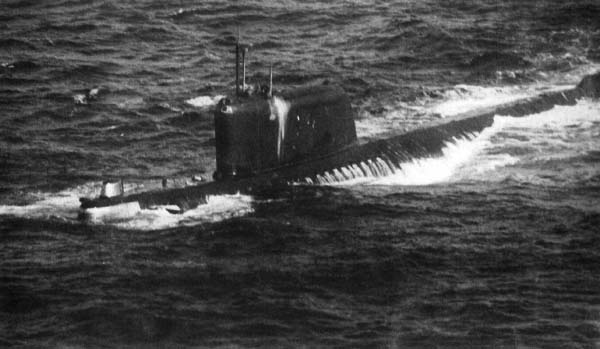
Submarino K-19

K-19 foi um dos dois primeiros submarinos soviéticos da classe 658 (classe Hotel), a primeira geração de submarinos nucleares equipados com mísseis balísticos nucleares, especificamente o R-13 SLBM. O barco foi construído às pressas pelos soviéticos, que estavam ansiosos para alcançar os Estados Unidos em submarinos nucleares. Antes do lançamento, dez civis empregados e um marinheiro morreram devido a acidentes e incêndios. Depois que ele foi contratado, sofreu avarias e acidentes, muitos dos quais ameaçaram afundar o submarino.
Em sua primeira viagem, no dia 4 de julho de 1961, sofreu uma completa perda de líquido de arrefecimento do seu reator nuclear. Com uma cópia de segurança do sistema, o capitão ordenou que os membros da equipe de engenharia da tripulação encontrassem uma solução para evitar um colapso nuclear. Ao sacrificar suas próprias vidas, os engenheiros da tripulação criaram um sistema secundário do sistema de refrigeração e mantiveram o reator estável. Vinte e dois membros da tripulação morreram de doença de radiação durante os dois anos seguintes. O submarino passou por vários outros acidentes, incluindo dois incêndios e uma colisão. A série de sinistros fez os membros da tripulação apelidaram o submarino de Hiroshima.

## Colisão
Às 07h13 de 15 de novembro de 1969, o K-19 colidiu com o submarino de ataque USS Gato no Mar de Barents a uma profundidade de 60 m (200 pés). Ela foi capaz de aflorar usando um golpe de tanque de lastro principal de emergência. O impacto destruiu completamente os sistemas de sonar de proa e destruiu as tampas dos tubos de torpedo dianteiros. O K-19 conseguiu retornar ao porto onde o barco foi reparado e retornou à frota. Gato não sofreu danos e continuou sua patrulha.